# Apistobuthus
Genre
Apistobuthus est un genre de scorpions de la famille des Buthidae.

## Distribution
Les espèces de ce genre se rencontrent en Arabie et en Iran.

## Liste des espèces
Selon The Scorpion Files (14/09/2020) :
- Apistobuthus pterygocercus Finnegan, 1932
- Apistobuthus susanae Lourenço, 1998

## Publication originale
- Finnegan, 1932 : « Report on the scorpions collected by Mr. Bertram Thomas in Arabia. » Journal of the Linnaean Society, London (Zoology), vol. 38, no 258, p. 91–98.